# Bartholin
Bartholin är en berömd dansk släkt, vars stamfader, bonden i Bigum på Jylland, Jesper Pallesen hade sonen, prästen vid Helligaandskirken, senare i Malmö, Bertel Jespersen (död omkr. 1613), far till läkaren och teologen Caspar Bartholin (1585-1629), som i sin tur blev far till professor eloqventiæ Bertel Bartholin (1614-1690), läkaren Thomas Bartholin (1616-1680), dr. jur. Caspar Bartholin till Kornerupgaard (1618-1670), rektorn i Frederiksborg, professor designatus Albert Bartholin (1620-1663), som är känd som Thomas Kingos lärare, professor designatus i Sorø Jacob Bartholin (1623-1653) och Højesteretsassessor Rasmus Bartholin (1625-1698).
Av dessa sex bröder blev Caspar "for sin beviste Tjeneste under Københavns Belejring" 1 maj 1674, fyra år efter sin död, upptagen i det danska adelsståndet med namnet von Bartlin; hans manliga avkomlingar utdog emellertid redan 1730 med hans son, major Caspar Bartholin till Bøstrupgaard. Året efter - 6 april 1731 - blev avkomlingarna till den nästäldste brodern, Thomas Bartholin, upptagna i adelsståndet med följande vapen: Skölden delad på tvären, i första fältet en svart örn i silver, i andra fältet tolv sexuddade guldstjärnor i tre rader, omfattade av en liggande guldmåne, i blått, på den krönta hjälmen stjärnorna och månen mellan ett av silver och svart och ett av blått och guld delat vesselhorn.
Sistnämnde var far till läkaren och juristen Caspar Thomassøn Bartholin (1655-1738), vars dotter, Else Magdalene, var Ole Rømers andra hustru, landsdomaren, professor math. designatus, etatsrådet Christopher Bartholin till Kaas (1657-1714), historikern Thomas Bartholin den yngre (1659-90), den lärde och ortodoxe teologen, professor Hans Bartholin (1665-1739) och till borgmästaren i Köpenhamn Albert Bartholin (1668-1703). Thomas Bartholin den yngres son var professor phil., senare justitiarius i Højesteret, Thomas Bartholin den yngste (1690-1737), som äktade sin ovannämnda kusin, Ole Rømers änka.
Christopher Bartholin till Kaas hade sonen, tillförordnade justitiarius i Højesteret, konferensrådet Caspar Christopher Bartholin (1700-1765), som sålde Kaas, och som andra gången blev gift med Elisabeth Hedevig Eichel (1729-1755), en sondotter till statsrådet Just Valentin Eichel, som upprättade Åastrup till ett stamhus för henne och hennes efterkommande. Efter hennes död tillträdde sonen, højesteretsassessor Johan Eichel Bartholin (1748-1799) stamhuset, som hans son Johan Eichel Bartholin (1780-1819) 1803 fick tillåtelse att sälja och ersätta med ett fideikommisskapital. Fideikommissarierna har kallat sig Bartholin-Eichel.
Den ovannämnde højesteretsassessorn Rasmus Bartholin hade dottern Anne Maria Bartholin, Ole Rømers första hustru, och sonen professor Johan Frederik Bartholin (1665-1708), vars son, auktionsdirektören i Kristiania, Rasmus Bartholin (1697-1762) blev far till assessorn i överhovrätten, senare auktionsdirektören i Kristiania Johan Frederik Bartholin (1722-1784), som var en stor musikälskare och som stod i spetsen för Kristiania musikalske Selskab; han skänkte det nyupprättade Deichmannske Bibliotek 1300 band. Medlemmar av släkten har stiftat en rad legater. Bartholinsgade, en gata i Köpenhamn, är uppkallad efter familjen. I närheten ligger  Bartholin Institutet.